# Bachir Maroun
Bachir Maroun (* 2. Juli 1978 in Beirut) ist ein deutscher Kick- und Thaiboxer libanesischer Abstammung. Seit 2011 ist er Weltmeister im Thaiboxen – WKA (bis 70 kg).

## Leben
Seit 1989 lebt er mit seiner Familie in München. 1990 fing Bachir Maroun mit dem Kampfsport an. Bereits 1994 war er Deutscher Meister der Junioren (Taekwondo). Darauf folgten der TSV Milbertshofen und das Wettkampfteam STEKO. Neben seinen sportlichen Wettkampfaktivitäten ist er seit 2009 als Personal Trainer für klassisches Boxen, Kick- und Thaiboxen, sowie im Bereich Fitness aktiv.

## Erfolge als Amateur
- Deutscher Meister der Junioren in Taekwondo
- Bronzemedaillen-Gewinner bei der Amateurweltmeisterschaft in K-1
- Deutscher Meister der Senioren im Kickboxen
- mehrfacher Oberbayerischer Meister im Boxen
- Hessischer Meister im Kickboxen
- Europacup-Gewinner im Kickboxen

## Erfolge als Profi
- Deutscher Meister im Thaiboxen/K-1 – WKA
- Europameister im Thaiboxen/K-1 – WKA
- Weltmeister im Thaiboxen – WKA

## Liste der Kämpfe
| Datum          | Austragungsort | Runden        | Gegner                   | Nation     | Gewichtsklasse | Ergebnis                 |
| -------------- | -------------- | ------------- | ------------------------ | ---------- | -------------- | ------------------------ |
| September 2007 | München        | 3 × 3 Minuten | Manuel Stofle            | Österreich | 70 kg          | Sieg nach Punkten        |
| Dezember 2007  | München        | 3 × 3 Minuten | Mariuz Kaminski          | Polen      | 70 kg          | Sieg durch K.O.          |
| März 2008      | München        | 5 × 2 Minuten | Michael Theilig          | Deutsch    | 70 kg          | Sieg durch K.O.          |
| September 2008 | München        | 5 × 2 Minuten | Phillip Ulsamer          | Deutsch    | 70 kg          | Sieg nach Punkten        |
| Dezember 2008  | München        | 5 × 3 Minuten | Krisztain Jaszka         | Ungarn     | 70 kg          | Abbruch wegen Verletzung |
| März 2009      | München        | 5 × 3 Minuten | Krisztain Jaszka         | Ungarn     | 70 kg          | Sieg durch K.O.          |
| Mai 2009       | London         | 5 × 2 Minuten | Nick Gill                | England    | 70 kg          | Niederlage nach Punkten  |
| September 2009 | München        | 5 × 3 Minuten | Luca D'Isanto            | Italien    | 70 kg          | Sieg nach Punkten        |
| Dezember 2009  | München        | 3 × 3 Minuten | Wang Guan                | China      | 70 kg          | Niederlage nach Punkten  |
| September 2010 | München        | 5 × 3 Minuten | Vedad Mulaomerovic       | Bosnien    | 70 kg          | Sieg durch K.O.          |
| Dezember 2010  | München        | 3 × 3 Minuten | Ladislav Majernik        | Slowakei   | 70 kg          | Sieg durch K.O.          |
| Mai 2011       | München        | 5 × 3 Minuten | Fadi Merza               | Österreich | 70 kg          | Niederlage nach Punkten  |
| Dezember 2011  | München        | 5 × 3 Minuten | Emmanuel Lique Canaveral | Kolumbien  | 70 kg          | Sieg nach Punkten        |